# Tập đoàn quân số 6 (Liên bang Nga)
Tập đoàn quân binh chủng hợp thành số 6 Huân chương Cờ Đỏ (tiếng Nga: 6-я общевойсковая Краснознамённая армия) là một đơn vị quân sự chiến lược cấp tập đoàn quân của Lực lượng Mặt đất của Nga có lịch sử thành lập và chiến đấu từ thời Hồng quân Liên Xô. Tập đoàn quân số 6 hiện tại thuộc biên chế của Quân khu Leningrad.

## Thời Liên Xô

### Thành lập lần đầu tiên
Tập đoàn quân được thành lập lần đầu tiên vào tháng 8 năm 1939 tại Quân khu đặc biệt Kiev từ Tập đoàn quân Volochiskaya (một đơn vị cỡ quân đoàn).
Tháng 9 năm 1939 đơn vị tham gia Chiến dịch Ba Lan. Vào thời điểm đó Tập đoàn quân bao gồm:
- Quân đoàn súng trường số 6
- Quân đoàn súng trường số 37 (Bao gồm các sư đoàn súng trường 80,139 và 141)[2]

Đơn vị bắt đầu tham gia Chiến tranh thế giới thứ hai như một phần của Phương diện quân Tây Nam. Ban chỉ huy Tập đoàn quân bị giải tán vào ngày 10/8/1941 sau trận Uman.

### Thành lập lần thứ hai
Tập đoàn quân được tái thành lập trong biên chế của Phương diện quân Nam trên cơ sở Quân đoàn súng trường 48 và các đơn vị khác. Vào ngày 1 tháng 9 năm 1941, đơn vị bao gồm:
- Sư đoàn súng trường 169
- Sư đoàn súng trường 226
- Sư đoàn súng trường 230
- Sư đoàn súng trường 255
- Sư đoàn súng trường 273
- Sư đoàn súng trường 275
- Sư đoàn Kỵ binh 26
- Sư đoàn Kỵ binh 28
- Trung đoàn súng trường 47 (Sư đoàn súng trường 15 NKVD)
- Trung đoàn pháo binh cấp quân đoàn 269
- Trung đoàn pháo binh cấp quân đoàn 274
- Trung đoàn pháo binh cấp quân đoàn 394
- Trung đoàn lựu pháo 522
- Trung đoàn pháo binh 671 thuộc Bộ tư lệnh Tối cao
- Sư đoàn pháo phòng không 14
- Sư đoàn pháo phòng không độc lập 27
- Sư đoàn xe tăng 8[4]

Sau khi tham gia các hoạt động phòng thủ trong Donbas, chiến dịch Barvenkovo-Lozovaia, Tập đoàn quân 6 cùng với Tập đoàn quân 57 bị bao vây trong khu vực Izium với hơn 200.000 thương vong. Đơn vị bị giải tán sau đó.

### Thành lập lần thứ ba
Tập đoàn quân 6 được cải tổ lần thứ ba vào tháng 7 năm 1942 từ Tập đoàn quân dự bị 6, bao gồm:
- Sư đoàn súng trường 45
- Sư đoàn súng trường 99
- Sư đoàn súng trường 141
- Sư đoàn súng trường 160
- Sư đoàn súng trường 174
- Sư đoàn súng trường 212
- Sư đoàn súng trường 219
- Sư đoàn súng trường 309
- Lữ đoàn súng trường 141

Vào tháng 9 năm 1943, đơn vị bao gồm:
- Quân đoàn súng trường cận vệ 4 (Bao gồm các sư đoàn súng trường cận vệ 38, sư đoàn súng trường 263 và 267)
- Quân đoàn súng trường cận vệ 26 (Bao gồm các sư đoàn súng trường cận vệ 25, 35 và 47)
- Quân đoàn súng trường 33 (Bao gồm các sư đoàn súng trường 20, 78 và 243)[5]

Năm 1944, Tập đoàn quân tham gia vào Chiến dịch tấn công Nikopol–Krivoi Rog, chiến dịch Bereznogova-Snigorovka và chiến dịch Odessa. Đơn vị bị giải tán vào tháng 6 năm 1944.

### Thành lập lần thứ tư
Tập đoàn quân 6 được tái thành lập vào tháng 12 năm 1944 từ các đơn vị của Tập đoàn quân cận vệ 3 và Tập đoàn quân 13. Vào ngày 1 tháng 1 năm 1945, Tập đoàn quân bao gồm:
- Quân đoàn súng trường 22 (Bao gồm các sư đoàn súng trường 218 và 273)
- Quân đoàn súng trường 74 (Bao gồm các sư đoàn súng trường 181 và 309)
- Sư đoàn súng trường 359 và các đơn vị khác[6]

Sau khi Chiến tranh thế giới thứ hai kết thúc, Tập đoàn quân số 6 rút khỏi Đức và đóng quân một thời gian ngắn tại Quân khu Orel trước khi bị giải tán tại Quân khu Voronezh vào cuối năm 1945.

### Thành lập lần thứ năm
Tập đoàn quân được thành lập lần thứ năm từ Quân đoàn súng trường 31 vào ngày 2 tháng 4 năm 1952 tại Murmansk, Murmansk Oblast. Đơn vị bao gồm
- Sư đoàn súng trường 45 (Pechenga, Murmansk Oblast);
- Sư đoàn súng trường 67 (Murmansk, Murmansk Oblast);
- Sư đoàn súng trường 341 (Alakurtti, Murmansk Oblast);
- Sư đoàn súng trường 367 (Sortavala, Cộng hòa Kareliya).

Tập đoàn quân bị giải tán tại Murmansk vào đầu năm 1960.
Quân đội được cải tổ một lần nữa vào tháng 5 đến tháng 6 năm 1960 với trụ sở chính tại Petrozavodsk. Vào ngày 15 tháng 1 năm 1974, nó được trao tặng Huân chương Cờ đỏ.
Vào năm 1988 đơn vị bao gồm:
- Sư đoàn súng trường cơ giới 16 (Petrozavodsk) (dự bị động viên)[9]
- Sư đoàn súng trường cơ giới 109 (Alakurtti) (dự bị động viên)[10]
- Sư đoàn súng trường cơ giới 116 (Nagorniy/Нагорный) (Murmansk) (dự bị động viên)[11]
- Sư đoàn súng trường cơ giới 54[12]
- Sư đoàn súng trường cơ giới 111
- Sư đoàn súng trường cơ giới 131 (Pechenga)
- Phi đội Trực thăng Độc lập số 88 (Apatity, Murmansk Oblast, từ năm 1977) Giải tán vào năm 1991/1994.[13]
- Tiểu đoàn công binh-đặc công độc lập 840
- Lữ đoàn tên lửa số 6 (Pinozero) và các đơn vị khác[14][14]

### Danh sách tư lệnh trong Chiến tranh thế giới thứ hai
- Filipp Golikov (09/28/1939 - 7/1940)
- Ivan Muzychenko (07/26.1940 - 08/10/1941) (bị bắt trong chiến tranh)
- Rodion Malinovsky (08/25/1941 - 12/24/1941)
- Avksenty Gorodnyansky (01/25/1942 - 05/27/1942) (mất ngày 05/27/1942)
- Fyodor Kharitonov (07/08/1942 - 05/20/1943) (mất ngày 05/28/1943)
- Ivan Shlyomin (05/21/1943 - 05/28/1944)
- Fyodor Kulishev (05/28/1944 - 9/12/1944)
- Vyacheslav Tsvetayev (9/12/1944 - 9/28/1944)
- Fyodor Kulishev (09/29/1944 - 12/06/1944)
- Vladimir Gluzdovsky (12/07/1944 - 05/09/1945)

## Thời Liên bang Nga

### Cơ cấu
Tập đoàn quân 6 giải tán vào năm 1997-1998, rồi tái lập vào năm 2010 và bao gồm:
- Ban chỉ huy quân sự Tập đoàn quân 6
- Lữ đoàn chỉ huy 95
- Sư đoàn bộ binh ô tô Cận vệ 69 (Huân chương Cờ Đỏ, Huân chương Lenin) (số hiệu đơn vị: 02511) (Chính là Lữ đoàn 138 thời kỳ 12/1997 - 29/2/2024)
- Lữ đoàn bộ binh ô tô Cận vệ độc lập 25 (29760)
- Lữ đoàn pháo binh Cận vệ số 9
- Lữ đoàn tên lửa phòng không 5
- Lữ đoàn tên lửa 26
- Lữ đoàn thông tin 132
- Trung đoàn công binh 30
- Trung đoàn phòng sinh hóa xạ độc lập 6
- Lữ đoàn hậu cần 51

### Danh sách tư lệnh
- Evgeniy Alekseevich Ustinov, Trung tướng (01.2011 - 04.2013)
- Sergey Vasilievich Kuralenko, Trung tướng (05.2013 - 12.2015)
- Andrey Vladimirovich Kuzmenko, Trung tướng (06/02/2016 - 02/2019)
- Vladislav Nikolaevich Ershov, Trung tướng, (02.2019 - 09.2022)
- Alexander Vasilyevich Peryazev, Trung tướng, từ năm 2023
- Sergey Ivanovich Storozhenko, Trung tướng, từ năm 2023